# Specie di Filistatidae
Di seguito sono descritte tutte le 115 specie della famiglia di ragni Filistatidae note al giugno 2013.

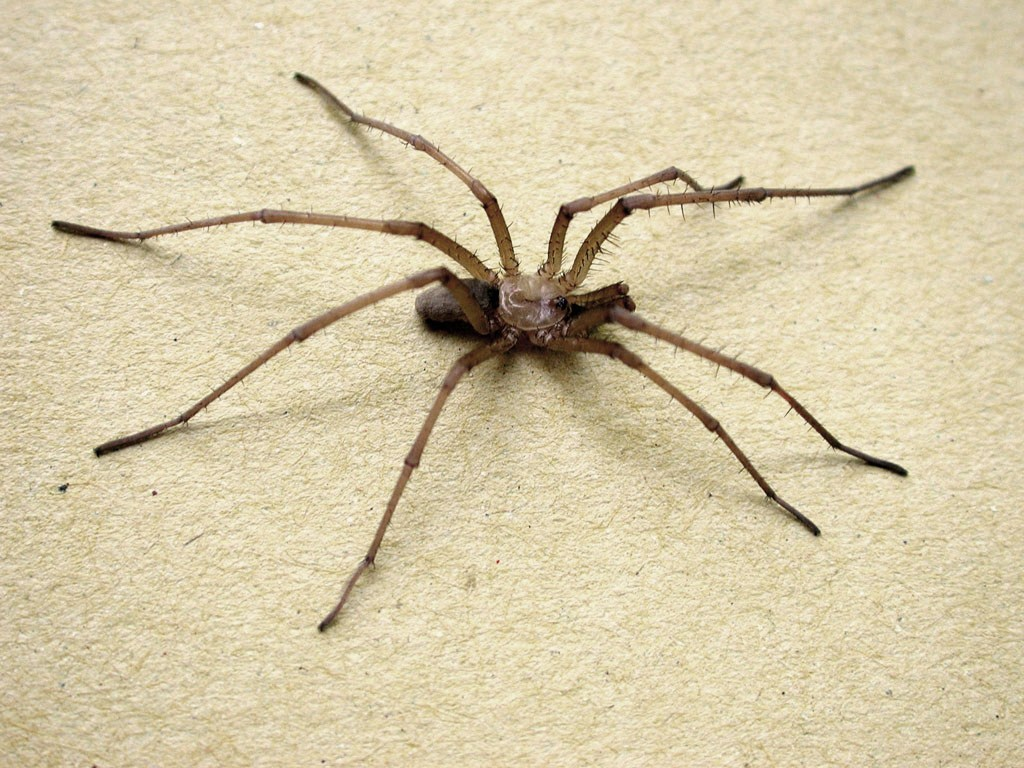
Kukulcania hibernalis, maschio

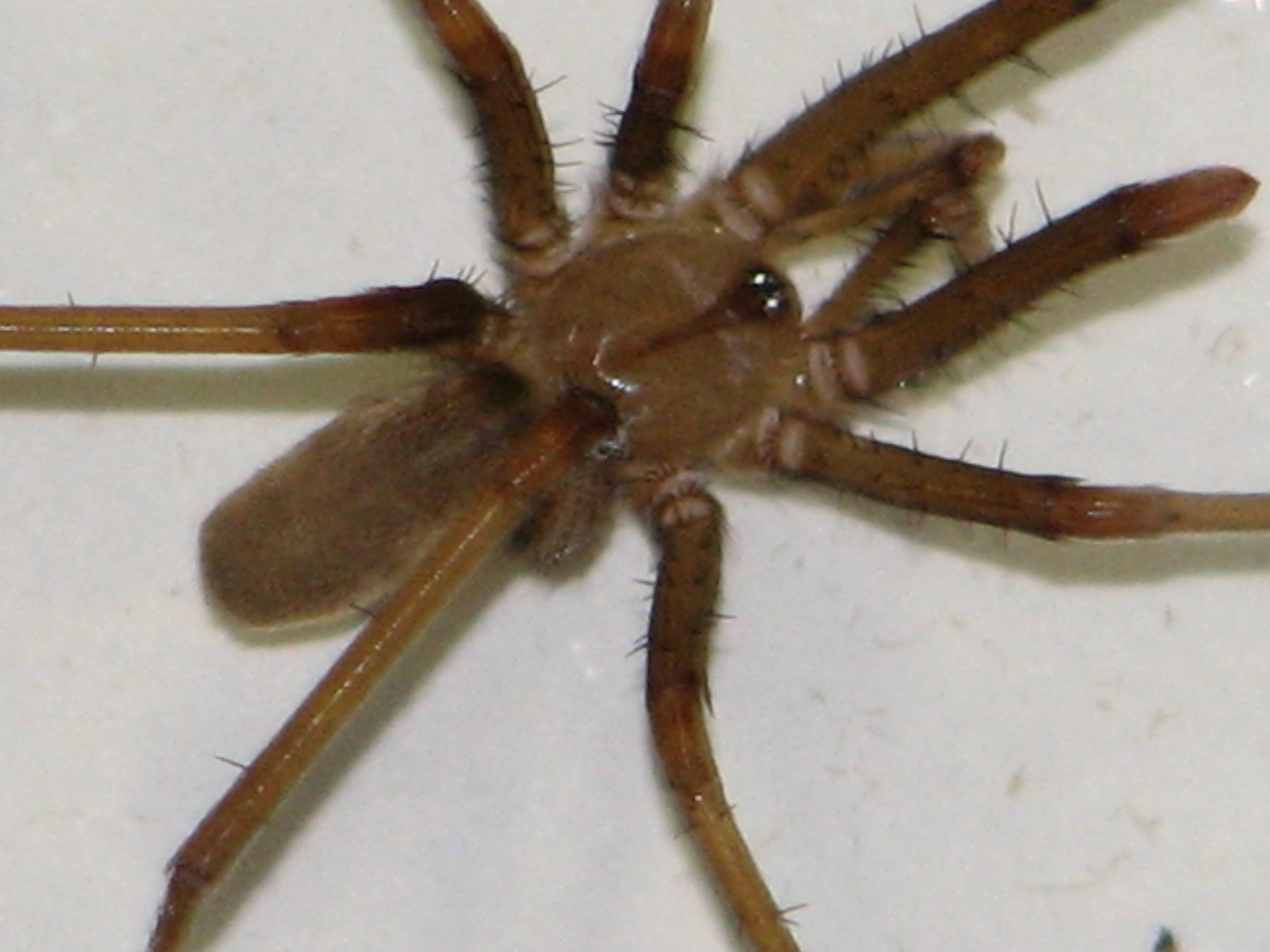
Kukulcania hibernalis, vista dorsale

## Afrofilistata
Afrofilistata Benoit, 1968
- Afrofilistata fradei (Berland & Millot, 1940) — Africa centrale e occidentale

## Andoharano
Andoharano Lehtinen, 1967
- Andoharano decaryi (Fage, 1945) — Madagascar
- Andoharano grandidieri (Simon, 1901) — Madagascar
- Andoharano milloti Legendre, 1971 — Madagascar
- Andoharano monodi Legendre, 1971 — Madagascar

## Filistata
Filistata Latreille, 1810
- Filistata afghana Roewer, 1962 — Afghanistan
- Filistata annulipes Kulczynski, 1908 — Cipro
- Filistata brignolii Alayón, 1981 — Messico
- Filistata canariensis Schmidt, 1976 — Isole Canarie
- Filistata chiardolae Caporiacco, 1934 — Karakorum
- Filistata gibsonhilli Savory, 1943 — Isola Christmas
- Filistata gomerensis Wunderlich, 1992 — Isole Canarie
- Filistata insidiatrix (Forsskål, 1775) — dal Mediterraneo al Turkmenistan, Isole Capo Verde
- Filistata longiventris Yaginuma, 1967 — Giappone
- Filistata marginata Kishida, 1936 — Taiwan, Giappone
- Filistata napadensis Patel, 1975 — India
- Filistata pseudogomerensis Wunderlich, 1992 — Isole Canarie
- Filistata puta O. P.-Cambridge, 1876 — Nordafrica, Siria
- Filistata rufa Caporiacco, 1934 — Karakorum
- Filistata seclusa O. P.-Cambridge, 1885 — Yarkand (Cina), Karakorum, Himalaya
- Filistata tarimuensis Hu & Wu, 1989 — Cina
- Filistata teideensis Wunderlich, 1992 — Isole Canarie
- Filistata tenerifensis Wunderlich, 1992 — Isole Canarie
- Filistata xizanensis Hu, Hu & Li, 1987 — Tibet

## Filistatinella
Filistatinella Gertsch & Ivie, 1936
- Filistatinella crassipalpis (Gertsch, 1935) — USA
- Filistatinella domestica Desales-Lara, 2012 — Messico
- Filistatinella palaciosi Jiménez & Palacios-Cardiel, 2012 — Messico

## Filistatoides
Filistatoides F. O. P.-Cambridge, 1899
- Filistatoides insignis (O. P.-Cambridge, 1896) — Guatemala, Cuba
- Filistatoides milloti (Zapfe, 1961) — Cile

## Kukulcania
Kukulcania Lehtinen, 1967
- Kukulcania arizonica (Chamberlin & Ivie, 1935) — USA
- Kukulcania brevipes (Keyserling, 1883) — Perù
- Kukulcania geophila (Chamberlin & Ivie, 1935) — USA
  - Kukulcania geophila wawona (Chamberlin & Ivie, 1942) — USA
- Kukulcania hibernalis (Hentz, 1842) — USA, Messico
- Kukulcania hurca (Chamberlin & Ivie, 1942) — USA
- Kukulcania isolinae (Alayón, 1972) — Cuba
- Kukulcania tractans (O. P.-Cambridge, 1896) — Messico
- Kukulcania utahana (Chamberlin & Ivie, 1935) — USA

## Lihuelistata
Lihuelistata Ramírez & Grismado, 1997
- Lihuelistata metamerica (Mello-Leitão, 1940) — Argentina

## Microfilistata
Microfilistata Zonstein, 1990
- Microfilistata ovchinnikovi Zonstein, 2009 — Turkmenistan
- Microfilistata tyshchenkoi Zonstein, 1990 — Tagikistan

## Misionella
Misionella Ramírez & Grismado, 1997
- Misionella jaminawa Grismado & Ramírez, 2000 — Brasile
- Misionella mendensis (Mello-Leitão, 1920) — Brasile, Argentina

## Pholcoides
Pholcoides Roewer, 1960
- Pholcoides afghana Roewer, 1960 — Afghanistan

## Pikelinia
Pikelinia Mello-Leitão, 1946
- Pikelinia arenicola Lise, Ferreira & Silva, 2010 — Brasile
- Pikelinia colloncura Ramírez & Grismado, 1997 — Argentina
- Pikelinia fasciata (Banks, 1902) — Isole Galapagos
- Pikelinia kiliani Müller, 1987 — Colombia
- Pikelinia kolla Ramírez & Grismado, 1997 — Argentina
- Pikelinia mahuell Ramírez & Grismado, 1997 — Argentina
- Pikelinia patagonica (Mello-Leitão, 1938) — Argentina
- Pikelinia puna Ramírez & Grismado, 1997 — Argentina
- Pikelinia roigi Ramírez & Grismado, 1997 — Argentina
- Pikelinia tambilloi (Mello-Leitão, 1941) — Argentina
- Pikelinia ticucho Ramírez & Grismado, 1997 — Argentina
- Pikelinia uspallata Grismado, 2003 — Argentina

## Pritha
Pritha Lehtinen, 1967
- Pritha albimaculata (O. P.-Cambridge, 1872) — Israele
- Pritha ampulla Wang, 1987 — Cina
- Pritha bakeri (Berland, 1938) — Nuove Ebridi
- Pritha beijingensis Song, 1986 — Cina
- Pritha condita (O. P.-Cambridge, 1873) — Isole Azzorre, Isola Sant'Elena
- Pritha crosbyi (Spassky, 1938) — Asia centrale
- Pritha dharmakumarsinhjii Patel, 1978 — India
- Pritha garciai (Simon, 1892) — Filippine
- Pritha hasselti (Simon, 1906) — Sumatra, Giava, Sulawesi
- Pritha heikkii Saaristo, 1978 — Isole Seychelles
- Pritha insularis (Thorell, 1881) — Isole Nicobare
- Pritha lindbergi (Roewer, 1962) — Afghanistan
- Pritha littoralis (Roewer, 1938) — Nuova Guinea
- Pritha nana (Simon, 1868) — Mediterraneo
- Pritha nicobarensis (Tikader, 1977) — Isole Andamane, Isole Nicobare
- Pritha pallida (Kulczynski, 1897) — Mediterraneo
- Pritha poonaensis (Tikader, 1963) — India
- Pritha spinula Wang, 1987 — Cina
- Pritha sundaica (Kulczynski, 1908) — Giava
- Pritha tenuispina (Strand, 1914) — Israele
- Pritha zebrata (Thorell, 1895) — Myanmar

## Sahastata
Sahastata Benoit, 1968
- Sahastata ashapuriae Patel, 1978 — India
- Sahastata nigra (Simon, 1897) — dal Mediterraneo all'India
- Sahastata sabaea Brignoli, 1982 — Yemen

## Tricalamus
Tricalamus Wang, 1987
- Tricalamus albidulus Wang, 1987 — Cina
- Tricalamus biyun Zhang, Chen & Zhu, 2009 — Cina
- Tricalamus fuscatus (Nakatsudi, 1943) — Palau
- Tricalamus gansuensis Wang & Wang, 1992 — Cina
- Tricalamus jiangxiensis Li, 1994 — Cina
- Tricalamus linzhiensis Hu, 2001 — Cina
- Tricalamus longimaculatus Wang, 1987 — Cina
- Tricalamus menglaensis Wang, 1987 — Cina
- Tricalamus meniscatus Wang, 1987 — Cina
- Tricalamus papilionaceus Wang, 1987 — Cina
- Tricalamus papillatus Wang, 1987 — Cina
- Tricalamus tetragonius Wang, 1987 — Cina
- Tricalamus xianensis Wang & Wang, 1992 — Cina

## Wandella
Wandella Gray, 1994
- Wandella alinjarra Gray, 1994 — Territorio del Nord
- Wandella australiensis (L. Koch, 1873) — Queensland
- Wandella barbarella Gray, 1994 — Australia occidentale
- Wandella centralis Gray, 1994 — Australia occidentale, Territorio del Nord
- Wandella diamentina Gray, 1994 — Queensland
- Wandella murrayensis Gray, 1994 — Australia meridionale, Victoria
- Wandella orana Gray, 1994 — Nuovo Galles del Sud
- Wandella pallida Gray, 1994 — Australia occidentale
- Wandella parnabyi Gray, 1994 — Australia occidentale
- Wandella stuartensis Gray, 1994 — Australia occidentale, Australia meridionale, Nuovo Galles del Sud
- Wandella waldockae Gray, 1994 — Australia occidentale

## Yardiella
Yardiella Gray, 1994
- Yardiella humphreysi Gray, 1994 — Australia occidentale

## Zaitunia
Zaitunia Lehtinen, 1967
- Zaitunia alexandri Brignoli, 1982 — Iran
- Zaitunia beshkentica (Andreeva & Tyschchenko, 1969) — Tagikistan
- Zaitunia inderensis Ponomarev, 2005 — Kazakistan
- Zaitunia maracandica (Charitonov, 1946) — Uzbekistan
- Zaitunia martynovae (Andreeva & Tyschchenko, 1969) — Tagikistan
- Zaitunia medica Brignoli, 1982 — Iran
- Zaitunia monticola (Spassky, 1941) — Tagikistan
- Zaitunia persica Brignoli, 1982 — Iran
- Zaitunia schmitzi (Kulczynski, 1911) — Israele
- Zaitunia zonsteini Fomichev & Marusik, 2013 — Kazakistan